# Callipus hamuliger
Callipus hamuliger är en mångfotingart som beskrevs av Karl Wilhelm Verhoeff 1900. Callipus hamuliger ingår i släktet Callipus och familjen Callipodidae. Inga underarter finns listade i Catalogue of Life.